# Náhum könyve
Náhum könyve a Bibliában, az Ószövetségben található, az úgynevezett tizenkét kisprófétához tartozó könyv. Témája Ninive pusztulása, mely Izráel megszabadulásával jár együtt.

## A szerző
A könyv felirata szerint, az elkosi Náhum a szerző. Elkos (héber אֶלְקוֹשׁ) valószínűleg Galilea területén lehetett, de az archeológusok nem tudták azonosítani a helyszínt. A Náhum  (héber נַחוּם) név teljes formája Nahumja, jelentése Jahve megvigasztal. Mivel a könyve egyetlen nagy témát ölel fel, Ninive pusztulását (612), Asszíria fénykorától egészen bukásáig lehetséges az az időszak, amikor tevékenykedett a próféta, feltehetően Jeruzsálemben.
Ma két helyen is tisztelik sírját: Ninivétől északra, a 16. századtól kezdve el-Kus (Alqosh) településen (Moszul közelében), míg mások, az izraeli Kaparnahumban (Kapar nahum, ami talán Náhum falvát jelentene) - ott is lelkesen mutogatják sírját.

## A könyv szerkezete és tartalma
- 1,1 Címfelirat: Jövendölés Ninivéről
- 1,2 - 8 A bosszúálló Isten teofániája, vagyis himnusz, mely Istent mint győzedelmes harcost mutatja be.
- 1,9- 2,1 Reményteljes jövő ígérete hangzik fel Izrael népe számára
- 2,2 - 2,14 Ninive bukásának részletezése
  - Bevezetés
  - A csata leírása a városból nézve. A teljes káosz leírása: a közembertől a királynőig mindenki a pusztulás áldozata lett
  - A helyzet „oroszlánokhoz” való hasonlítása: Habár mint oroszlán, rabolta el és halmozta fel a kincseket Ninive, most Isten büntetése utolérte.
- 3,1–19 Végső pusztulás
  - 3,1–7 A pusztulás oka Ninive bűne, a paráználkodás.
  - 3,8–19 Gúnydal Nininvéről
    - 3,8–11 Tébához hasonlítás: habár nagy város volt Théba, fallal és vízzel körülvéve, az is elpusztult: Ninive is úgy elpusztul.
    - 3,12–14 A védekezés hiábavaló, Ninive bukása már bizonyos
    - 3,15–17 A sáskaraj hasonlat: Niniveiek hiába vannak sokan, de elpusztulnak.
    - 3,18–19 A végzet, a halál beteljesedik minden Ninivei emberen.[3]

## A könyv keletkezése
Egyetlen témája Ninive pusztulása. Hasonló sorsa lesz Ninivének, mint Thébának (Náh 3,8–10). Mint ismeretes Tébát 663-ban elfoglalták. Ezért úgy gondolják kutatók, hogy Asszíria fénykorában prófétálhatott Náhum. Mivel Ninive elfoglalásáról (612) ír – mely valószínűleg látomás az alapja – Kr. e. 663 és 612 közé szűkíthető tevékenységének időszaka. De az sem kizárható, hogy Ninive pusztulása után keletkezett a mű jelenlegi formája fogság végén. Ezt az támasztja alá, hogy olyan részletesen írja le Ninive bukását, mintha megtörtént eseményeket írna le, melyeket a saját szemével látott. Tehát nem egyértelmű, hogy a bukás megjövendöléséről, vagy pedig a konkrét esemény leírásáról van szó. De ahogy a mű tanúskodik magáról: „Az elkósi Náhum látomásának könyve.” (1,1) Más igeversben is hasonlóan jelenre vagy jövőre vonatkozó ítéletet fogalmaz meg, nem pedig múltbeli eseményről beszél. (Pl.: „Most összetöröm a rád nehezedő igát” (1,13).

## Irodalmi jellegzetességek
Náhum próféciája nagy tehetségű költőre vall. A többféle különböző típusú szerkezeti egységekben és irodalmi képekben mutatkozik meg a költő nagyszerűsége. Ilyen például az 1,2–8-ig tartó akrosztikon. Ez azt jelenti, hogy az eredeti héber szövegben a versek a héber ábécé egymást követő betűivel kezdődnek. Jelen esetben csak a lámed betűig, azaz nagyjából a héber ábécé feléig követhetjük az akrosztikont.
Az akrosztikon után (1,9–2,3) két különböző műfajú szakaszt láthatunk eggyé szerkesztve. A Júda szabadulását megjövendölő rész következik, és a már főtémához kapcsolódó Ninive pusztulás is megjelenik. Ez a két rész azonban eredetileg valószínűleg nem tartozott egybe, és művészi szerkesztés eredményeként jött létre, amit most olvashatunk. A szerkesztés logikája: Izráel megszabadulása együtt jár az elnyomó hatalom elpusztulásával.
A mű három nagy egységben tárja elénk Ninive pusztulását: 2,2, 4–14; 3,1-7; 3,8–19. Ezek alkotják a könyv gerincét. Míg a legelső egység színes képekben írja le a város pusztulását, a második egység további képekben fejti ki azt. A harmadik egység pedig egy siratóének.
Több kép segítségével teszi érthetőbbé üzenetét Ninivéről: tó (2,9), oroszlánok barlangja (2,11–14), prostituált (3,4–6), fügefa (3,12), sáskaraj (3,15–17).
Továbbá az eredeti szövegben találhatunk hangutánzó szavakat, szójátékok, alliterációk.

## Mondanivalója
Jahve a történelem ura, eltörli Ninivét, mert annak birodalma megalázta, letiporta a népeket. Júda még nem szabad, Asszíria fennhatósága alatt van, de vége lesz a szenvedés időszakának. A próféta nem a nemzeti bosszú hirdetője, hanem a büntetés Isten általi egyetemességét, törvényszerűségét emeli ki. Ebben a viszonyban válik Ninive példává, hogy a város sorsát látva egyetemesen érvényes Isten igazságosztása a történelemben, a gonoszság eltörlésével és üdvözíti az igazakat.
Náhumot számos kritika érte, hogy túlságosan örvend ellenségei bukásán, és hogy hiányzik belőle a kortársaira (Pl: Jeremiás) jellemző motívum: a saját népén való ítélet meghirdetése. Ugyanakkor Náhum elsődleges célja kijelenteni: Isten hűséges, és nem hagyja a népét. Az ellenség nem fog mindig győzedelmeskedni, a büntetésnek egyszer vége szakad.